# Jane Austen
Jane Austen (Steventon, 16 de diciembre de 1775 - Winchester, 18 de julio de 1817) fue una novelista británica que vivió durante la época georgiana. La ironía que empleaba para dotar de comicidad a sus novelas hace que Jane Austen sea considerada entre los clásicos de la novela inglesa, a la vez que su recepción va, incluso en la actualidad, más allá del interés académico, siendo sus obras leídas por un público más amplio.
Nació en la rectoría de Steventon (Hampshire). Su familia pertenecía a la gentry británica (nobleza rural o burguesía agraria), contexto del que no salió y en el que sitúa todas sus obras, siempre en torno al matrimonio de su protagonista. La candidez de las obras de Austen, sin embargo, es meramente aparente, si bien puede interpretarse de varias maneras. Los círculos académicos siempre han considerado a Austen como una escritora conservadora, mientras que la crítica feminista más actual apunta que en su obra puede apreciarse una novelización del pensamiento de Mary Wollstonecraft sobre la educación de la mujer.
Ha sido llevada al cine en numerosas ocasiones, algunas veces reproducidas de forma fiel, como el clásico Más fuerte que el orgullo de 1940 dirigido por Robert Z. Leonard y protagonizada por Greer Garson y Laurence Olivier y en otras haciendo adaptaciones a la época actual, como es el caso de Clueless, adaptación libre de Emma. Otras versiones son la de Sentido y sensibilidad, de 1995; Mansfield Park, de 2000, y las de Orgullo y prejuicio en 2004 (dirigida por Gurinder Chadha) y en 2005 (dirigida por Joe Wright). Sin embargo, la versión considerada más fiel que hasta ahora se ha hecho del libro de Orgullo y prejuicio es la serie que presentó la BBC protagonizada por Colin Firth y Jennifer Ehle. El interés que la obra de Jane Austen sigue despertando hoy en día muestra la vigencia de su pensamiento y la influencia que ha tenido en la literatura posterior. Su vida también ha sido llevada al cine con la película Becoming Jane (2007).

## Steventon y Bath
Jane Austen nació el 16 de diciembre de 1775 en Steventon, Hampshire, Inglaterra, siendo la séptima hija del reverendo George Austen, el párroco anglicano de la localidad, y de su esposa Cassandra (cuyo apellido de soltera era Leigh). El reverendo Austen obtenía un suplemento a los ingresos de la familia dando clases particulares a alumnos que residían en la casa de los Austen. La familia estaba formada por ocho hermanos, siendo Jane y su hermana mayor, Cassandra, las únicas mujeres. Cassandra y Jane eran confidentes, actualmente se conservan las cartas que se escribían cuando estaban separadas, así como las que Jane envió a otros familiares. Tres de los hermanos de Austen ingresan en el ejército, lo que hace que Jane tenga un amplio conocimiento de la vida en el regimiento; como así muestra en obras como Orgullo y Prejuicio.
En 1783, Jane y Cassandra acudieron a la casa de la Sra. Cawley, en Southampton, para proseguir su educación bajo su tutela, pero tuvieron que regresar a causa de la propagación de una enfermedad infecciosa en Southampton. Entre 1785 y 1786 Jane y Cassandra fueron alumnas de un internado en Reading, lugar que al parecer Jane retrató en el internado de la Sra. Goddard que aparece en su novela Emma. La educación que Austen recibió ahí constituye toda la que recibió fuera del círculo familiar. Por otro lado, sabemos que el reverendo Austen tenía una amplia biblioteca, y, según cuenta Jane en sus cartas, tanto ella como su familia eran "ávidos lectores de novelas, y para nada avergonzados de ello" (véase cultura en la época Georgiana). Así que Austen leía novelas de Henry Fielding y de Samuel Richardson, y leía también a Frances Burney. De hecho, tomó el título de Orgullo y prejuicio de una frase de esta autora, perteneciente a su novela Cecilia.
Entre 1782 y 1784, los Austen hicieron representaciones teatrales en la rectoría de Steventon, que entre 1787-1788 se hicieron más elaboradas gracias la colaboración de su prima, Eliza de Feuillide, (a quien dedicó Love and Friendship). En los años posteriores a 1787, Jane Austen escribió, para el divertimento de su familia, su Juvenilia, que incluye diversas parodias de la literatura de la época que se recogieron posteriormente en tres volúmenes. Entre 1795 y 1799 comenzó a redactar las primeras versiones de las novelas que luego se publicarían con los nombres de Sentido y sensibilidad, Orgullo y prejuicio y La abadía de Northanger (que entonces llevaban los títulos de Elinor and Marianne, First Impressions, y Susan, respectivamente). Probablemente también escribió Lady Susan en esta época. En 1797, su padre quiso publicar Orgullo y prejuicio, pero el editor la rechazó.
No hay pruebas de que Jane fuese cortejada por ningún hombre, al margen de un ligero amor juvenil con Thomas Lefroy (pariente irlandés de una amiga de Austen), a la edad de 20 años. Sin embargo, en enero del año siguiente, 1796, escribió a su hermana diciendo que todo había terminado, pues él no podía permitirse casarse con Jane por motivos económicos. Poco después, una tía de Lefroy trató de juntar a Jane con el reverendo Samuel Blackall, pero ella no estaba interesada.
En 1800 su padre decidió retirarse a Bath, ciudad que Jane no apreciaba mucho, posiblemente a causa de sus aguas termales. Mientras residía en Bath, la familia solía ir a la costa todos los veranos, y fue en una de estas vacaciones cuando Jane conoció a un hombre que se enamoró de ella. Al partir, decidieron volver a verse, pero él murió. Lo que conocemos de esta historia no aparece en ninguna de sus cartas. Al parecer Cassandra se lo refirió a sus sobrinas, y hasta años después no fue puesto por escrito. No se sabe hasta qué punto pudo esto afectar a Austen, aunque algunos creen que pudo inspirar su obra Persuasión.
En diciembre de 1802, estando Jane y Cassandra con la familia Bigg, cerca de Steventon, Harris Bigg-Wither pidió a Jane en matrimonio, y ella dio su consentimiento. Sin embargo, al día siguiente rompió el compromiso, y junto a Cassandra, se marchó apresuradamente a Bath. Cassandra se había comprometido con Thomas Fowle, que murió de fiebre amarilla en el Caribe en 1797. Fowle no tenía suficiente dinero como para casarse, de modo que el compromiso se venía posponiendo desde 1794. Había ido allí como militar para obtener dinero. Esta puede ser la fuente del rechazo por los compromisos largos que manifiestan algunos personajes de Jane Austen. Ni Jane ni Cassandra Austen se casaron nunca.
En 1803 Jane Austen consiguió vender su novela La abadía de Northanger (entonces titulada Susan) por 10 libras esterlinas a la editorial Richard Crosby and Son, bajo el pseudónimo de "Mrs. Asthon Dennis"; aunque el libro no se publicaría hasta quince años más tarde. Es posible también que fuera entonces cuando comenzó a escribir The Watsons, aunque luego abandonaría la idea.
En enero de 1805 murió su padre, dejando a su mujer y a sus hijas (que eran ya las únicas que permanecían en la casa) en situación de precariedad económica, pues sus ingresos habían venido de su posición de párroco, y una vez muerto, estos cesaron. Dependían económicamente de sus hermanos, y de la pequeña cantidad que Cassandra había heredado de su prometido.

## Southampton
En 1806 se trasladaron a Southampton, ciudad situada convenientemente cerca de la base de la marina en Portsmouth, lo que permitía a las hermanas ver frecuentemente a sus hermanos Frank y Charles, que servían en la marina y llegarían ambos, con el tiempo, a almirantes.

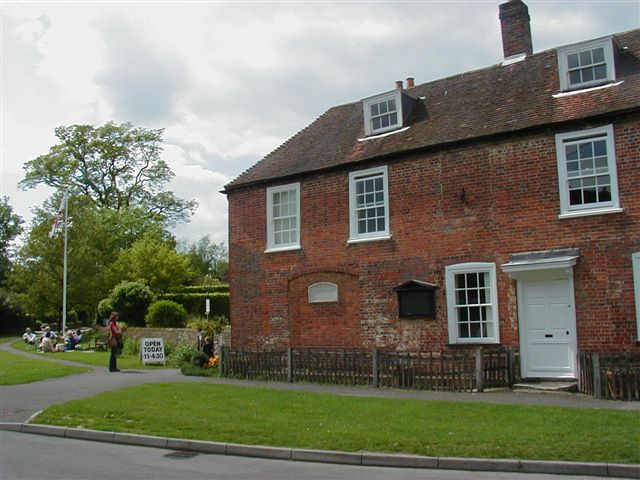
Residencia de la familia Austen en Chawton, donde Jane pasó los últimos ocho años de su vida (hoy un museo).

En 1809 se mudaron a Chawton, cerca de Alton y Winchester, donde su hermano Edward podía albergarlas en una pequeña casa dentro de una de sus propiedades. Esta casa tenía la ventaja de estar en Hampshire, el mismo condado en que estaba la casa de su niñez. Una vez instaladas, Jane retomó sus actividades literarias revisando Sentido y sensibilidad, que fue aceptada por un editor en 1810 o 1811, aunque la autora asumía los riesgos. Apareció el título de forma anónima, en octubre, con esta única anotación sobre su autoría: "By a Lady". Según el diario de Fanny Knight, sobrina de Austen, recibió una "carta de la tía Cass rogándome que no mencionara que la tía Jane era la autora de Sentido y sensibilidad". Tuvo al menos dos críticas favorables, y se sabe que los beneficios para Austen tras su publicación fueron de 140 libras esterlinas.
Animada por el éxito, la autora lo intentó también con Orgullo y prejuicio, que vendió en noviembre de 1812, y se publicó en enero de 1813. Al mismo tiempo comenzó a trabajar en Mansfield Park. En 1813 la identidad de la autora de Orgullo y prejuicio comenzó a difundirse gracias a la popularidad de la obra—y la indiscreción de su familia—, sin embargo, al haber vendido los derechos sobre la obra (por 110£), no recibió ganancia de ello. Ese mismo año se publicó la segunda edición de ambas obras. En mayo de 1814 apareció Mansfield Park, obra de la que se vendieron todos los ejemplares en solo seis meses, y Austen comenzó a trabajar en Emma.
Era su hermano Henry, que vivía en Londres, quien se encargaba de negociar con los editores. Cuando Jane iba a Londres se quedaba en su casa. En 1813 Henry Austen fue tratado por el Sr. Clarke, médico del príncipe Regente, el cual, al descubrir que Austen era la autora de Orgullo y prejuicio y Sentido y sensibilidad, obras que apreciaba mucho, se lo comunicó a este, solicitó a Henry que le fuera dedicada la siguiente novela de la autora—algo que es posible que no halagara a Austen, pues según una de sus cartas no guardaba una buena opinión de los príncipes a causa de sus conocidas infidelidades—.
En Chawton, Austen no gozaba de la misma privacidad que había tenido en Steventon, y es bastante famosa la anécdota narrada por James Austen-Leigh acerca de la puerta chirriante que Austen solicitó no fuera reparada, pues le avisaba de la llegada de algún visitante con la suficiente antelación como para esconder el manuscrito que estuviera escribiendo antes de que entrara en la habitación.
En diciembre de 1815 se publicó Emma, dedicada al príncipe regente, y, al año siguiente, una nueva edición de Mansfield Park. La segunda, sin embargo, no gozó del mismo éxito que sus obras anteriores, y las pérdidas de esta segunda edición hicieron que perdiera casi todo lo que había ganado con Emma. Comenzó Persuasión en agosto de 1815. Un año después empezó a encontrarse mal. A comienzos de 1817, comenzó Sanditon, pero tuvo que abandonarla por su estado de salud. Para recibir tratamiento médico fue trasladada a Winchester, donde falleció el 18 de julio de 1817. Sus últimas palabras fueron: "No quiero nada más que la muerte". Tenía 41 años. En su testamento legó todo lo que tenía a su hermana Cassandra. Por aquel entonces no se sabía cual había sido la causa de su muerte, aunque en la actualidad se considera que fue la enfermedad de Addison. Está enterrada en la Catedral de Winchester.

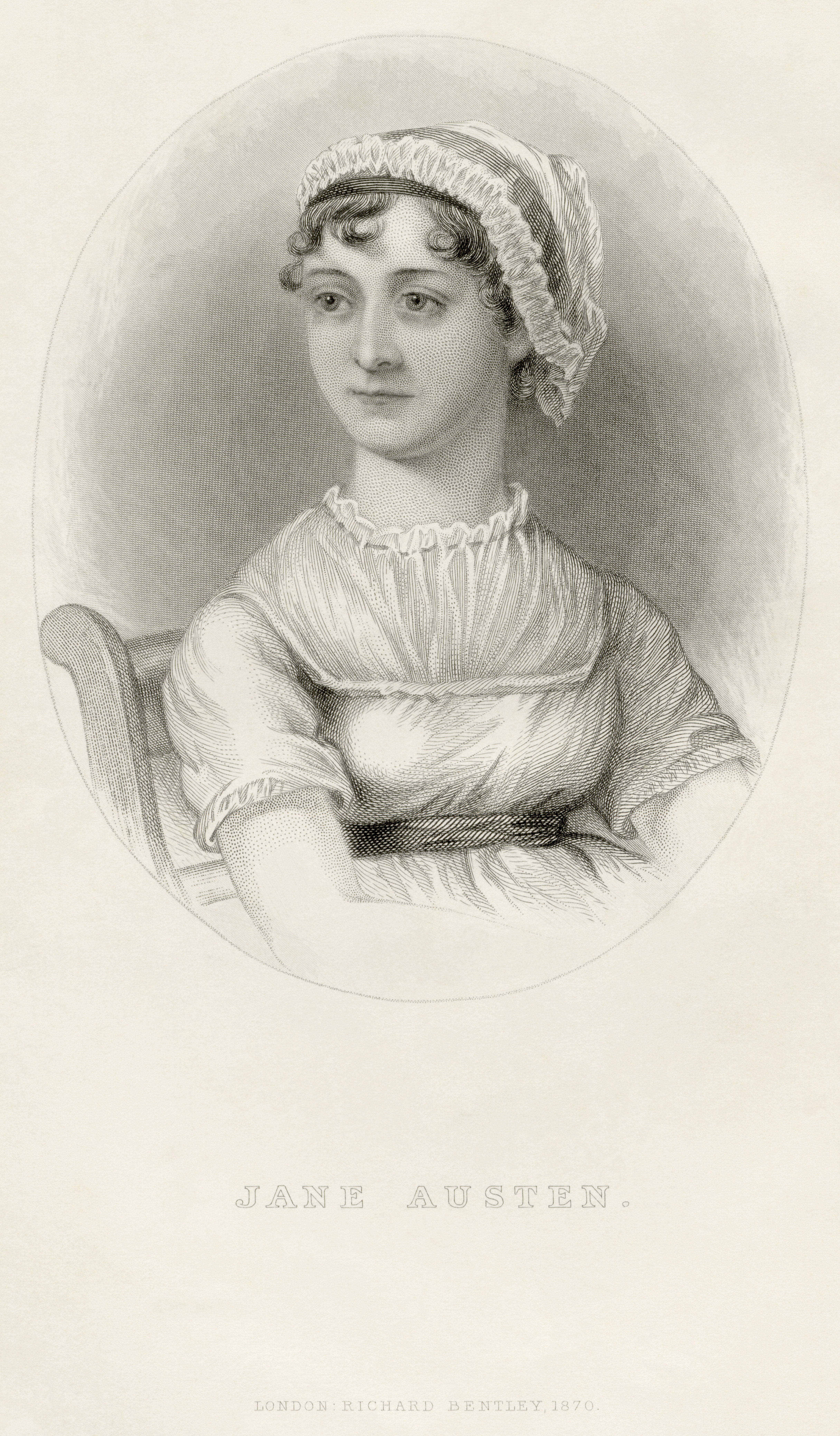
Grabado A Memoir of Jane Austen (1871), escrito por su sobrino James Edward Austen-Leigh y basado en el presunto boceto de Cassandra. Todos los retratos posteriores de Austen generalmente se basan en este, incluso en el reverso del billete de £10 del Banco de Inglaterra presentado en septiembre de 2017.

Sus novelas Persuasión y La abadía de Northanger fueron preparadas para su publicación por Henry Austen, y vieron la luz a finales de 1817 en una edición combinada de cuatro volúmenes. Al igual que en sus novelas anteriores, su nombre no aparece citado, aunque sí se menciona que era la misma autora de las otras obras, y aparece una "nota biográfica sobre el autor", anunciando su muerte.
El epitafio, en la catedral de Winchester, no menciona que fue la autora de sus conocidas novelas. En 1872, después de que James Edward Austen-Leigh publicara sus Memorias, se añadió una nueva placa explicando su condición de escritora y apuntando: "She opened her mouth with wisdom and in her tongue is the law of kindness." ("Abrió su boca con sabiduría y en su lengua reside la ley de la bondad").
El único retrato de la escritora considerado auténtico es un dibujo realizado para ilustrar las Memorias de Austen-Leigh, una reinterpretación realizada en época victoriana de un dibujo de su hermana. En la actualidad se puede ver en la National Gallery de Londres. A partir de este han sido creadas todas las variaciones de retratos de Jane Austen que podemos encontrar hoy en día.
En la British Library, también en Londres, se puede encontrar una libreta que le regaló su padre, ilustrada por Cassandra, su hermana, donde Jane escribió sus primeras historias. También se encuentran allí manuscritos de los dos últimos capítulos de Persuasión, aunque posteriormente no los utilizó, y un pequeño escritorio de madera.
Existen asimismo dos museos dedicados a Jane Austen. El "Jane Austen Centre", en Bath, es un museo público situado en una casa georgiana en Gay Street, justo unos metros antes del número 25, donde residió Austen en 1805. Por último, el "Jane Austen's House Museum" se encuentra en la cabaña de Chawton, en Hampshire, lugar donde vivió la escritora desde 1809 hasta 1817.

## Sociedad y época de Jane Austen
Jane Austen vivió en la época de la regencia, que constituye un puente entre el período georgiano y el victoriano, aunque su obra literaria se caracteriza por describir con precisión la sociedad rural georgiana y no tanto los cambios que estaba sufriendo con la llegada de la modernidad. Este cambio se basa en dos factores externos fundamentales: por un lado, la revolución agraria, que constituye el comienzo de la revolución industrial, y de sus importantes repercusiones sociales. Y por el otro, el colonialismo, las guerras napoleónicas y la extensión del Imperio británico.
Con el advenimiento de la industrialización, el antiguo orden jerárquico que situaba en la cima a la nobleza y sus bienes heredados sufrió un proceso de cambio, al aparecer nuevas formas de adquirir riquezas. La revolución agraria había provocado un incremento en la población inglesa, que a su vez impulsó la economía al hacer crecer la demanda. Por primera vez en la historia de Gran Bretaña, el incremento de la población podía ser sustentado, gracias a las innovaciones introducidas en las técnicas de cultivo. En consonancia, una clase social hasta entonces minoritaria comenzó a hacerse notar y a ganar en importancia: la alta burguesía agraria. La población inglesa inició un éxodo del campo a la ciudad, buscando empleo en la industrialización incipiente y por ello se precisaba un nuevo conjunto de valores, pues la vieja tradición ya no podía cubrirlos. Entre esa época y el comienzo de la era victoriana, la antigua jerarquía y lo que ella representaba habían quedado obsoletas, aunque perdurarían hasta la Primera Guerra Mundial. Por otro lado, las guerras napoleónicas (1804-1815) abrieron otro tipo de profesión mayoritaria en el ejército, que en los años siguientes continuó estando en alza dada la expansión del colonialismo; además, aparecieron héroes nacionales como el duque de Wellington o lord Nelson, lo que otorgaba cierto romanticismo a la profesión.
La era georgiana se caracterizó también por los cambios sociales en el aspecto político. Fue la época de las campañas para la abolición de la esclavitud, de la reforma de las prisiones o de las críticas a la minada justicia social. Fue también la época en la que los intelectuales comenzaron a plantearse políticas de bienestar social, y se construyeron orfanatos, hospitales y escuelas dominicales.

### Cultura en la época georgiana

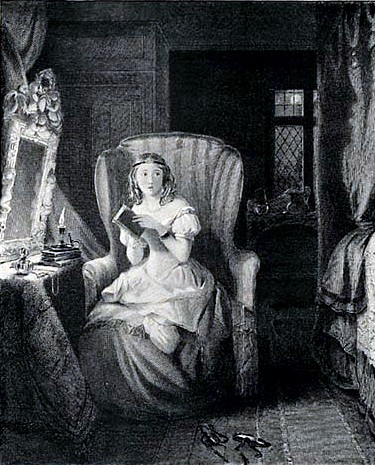
Catherine Morland en su dormitorio de la abadía de Northhanger, leyendo Los misterios de Udolfo, la novela gótica más conocida de la época georgiana.

Culturalmente, la época georgiana se caracterizó por el resurgimiento de la novela y por la discusión sobre si era, realmente, un género legítimamente literario y de calidad. De acuerdo con Ian Watt, en el ensayo The Rise of the Novel, el renacimiento de la novela está intrínsecamente enlazado al florecimiento de la clase media, que, a diferencia de la nobleza, no había sido educada con los clásicos, no conocía el latín ni el griego y tampoco compartía el interés por los temas de las literaturas clásicas. Otro factor importante es que la imprenta había hecho posible que la adquisición de libros fuera accesible a las clases no adineradas. El número de libros publicados creció, permitiendo así un incremento en el número de escritores profesionales. Dicho de otra forma, un nuevo tipo de lectores propició un nuevo tipo de escritura.
Sin embargo, una de las críticas que actualmente se hace a Watt es la exclusión de las escritoras de novelas en su descripción de los siglos XVIII y XIX. En la actualidad, se reconoce que más de la mitad de los autores de novelas durante esta época eran mujeres que a través de la escritura conseguían cierta independencia económica. Es cierto, no obstante, que la calidad de la mayoría de estas obras dejaba mucho que desear, pues estaba llena de tópicos y clichés en el lenguaje y los personajes, herencia de la novela gótica. En cuanto a la postura de Austen, ella defiende la novela como género de calidad, introduciendo discusiones sobre la literariedad prácticamente en todas sus obras, pero a su vez siendo crítica con el estilo de estas novelas de segunda categoría o mofándose incluso de ellas, en obras más paródicas como La abadía de Northhanger.

### La educación de la mujer
Durante la época de Jane Austen no existía un sistema educativo propiamente dicho, y la educación de los niños se llevaba a cabo en las escuelas dominicales, o, en las familias pudientes y más educadas, a través de una institutriz y de tutores. Por otro lado existían algunas "escuelas para damas", que por lo demás gozaban de mala reputación, pues la educación "real" que se recibía allí era muy deficiente. Por otro lado, también era común el mandar a los hijos varones a vivir a la casa de un tutor, como lo era el padre de Jane Austen. Creciendo en esa casa, podemos pensar que la autora fue una mujer muy instruida para su tiempo.
El tratado educativo más relevante para la época es el Emilio de Rousseau, que sienta sus bases en la Ilustración. Lo que proponía Rousseau es que todos los males de su época se originaban en la propia sociedad, y que la única alternativa era provocar una transformación en el hombre a través de la educación; una educación que lo permitiera liberarse de esa corrupción que provoca la sociedad. La influencia de la Ilustración hace que se comience a crear un sistema educativo fundado en la razón. Sin embargo, tanto en Rousseau como en muchos otros pensadores de la Ilustración, la mujer queda excluida de esta necesidad educativa. Es más, en el Emilio se hace referencia a la educación de la mujer a través de la sugerida para Sofía, la mujer destinada a casarse con Emilio: la mujer debe ser educada para cumplir con sus cometidos de esposa y madre, y obedecer a su marido. Siendo así no es de extrañar que numerosos tratados de conducta para mujeres jóvenes se popularizaran en el siglo XVIII, enseñando doctrinas morales y enfocando la educación hacia los aspectos domésticos, la religión y los "talentos", y apartándolas de esos otros conocimientos que provocarían que la mujer fuese poco deseable a los ojos de los hombres.
Hay muchos pasajes en la obra de Jane Austen dedicados a los "talentos", pero si hay algo que todas las obras tienen en común es que ninguna de sus heroínas está muy interesada por ellos. Por talentos nos referimos a las diferentes habilidades que una mujer que busca marido debe cultivar para atraer la atención de este.

"Me resulta increíble," dijo Bingley, "cómo todas las jóvenes tienen tanta paciencia como para cultivar todos esos talentos." (…) "Todas pintan, forran biombos y hacen bolsitas de malla. No habré conocido a una que no sepa hacer todo esto, y estoy seguro de que jamás me han hablado de una chica por primera vez sin referírseme lo talentosa que era." (…) "Una mujer debe tener un amplio conocimiento de música, canto, dibujo, danza, y lenguas modernas para merecerse esa palabra (talentosa); y, aparte de todo esto, debe haber algo en su aire y en su manera de andar, en el tono de su voz, en su forma de relacionarse con la gente y en su expresión, de no ser así, no merecerá completamente la palabra".
Jane Austen, Orgullo y Prejuicio

En Emma (1815), Austen trata el papel de la mujer educadora y de los internados. Es considerada una obra importante para establecer un contexto educativo de la sociedad del momento, ya que la autora trata temas como la ausencia de la madre y cómo esto afecta en la educación de su protagonista. Con su habitual tono sarcástico, ridiculiza la educación que se da en los internados para niñas, a la vez que incorpora críticas subliminales al sistema pedagógico vigente.
Jane Austen aboga en sus novelas por una educación liberal para la mujer, alejada de todos estos "talentos", pues considera que la falta de sensatez conlleva un gran riesgo para la vida social, para la elección de un futuro favorable y para la convivencia conyugal.
La ley de la herencia de la época en Inglaterra, dejaba a la mujer en una situación económica sumamente difícil porque la mayor parte del patrimonio familiar pasaba al hijo mayor. De esta manera el matrimonio con un heredero era la opción principal con la que soñaba toda joven, incluso relegando los afectos a un segundo plano si fuera necesario. Frente a esto Jane Austen defendía el matrimonio por amor y ella misma permaneció soltera; en una de sus cartas alude a esta realidad: «Las mujeres solteras tienen una propensión terrible a ser pobres, lo cual es un argumento muy fuerte a favor del matrimonio.»

## Inicios y formación como escritora

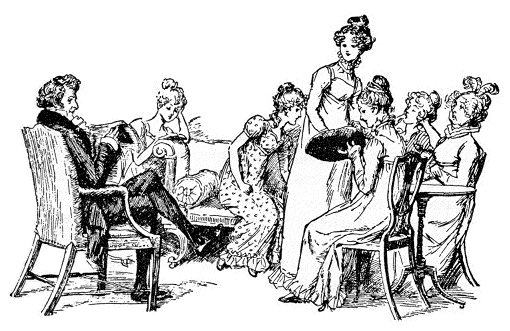
Jane Austen retrató con dejos de pícara ironía las costumbres de la sociedad de su época.

No resulta fácil determinar cuándo fue el momento preciso en el que Jane Austen comenzó a escribir. Existen cuadernos de notas con relatos que señalan que habría despertado su talento a temprana edad. En 1791, con tan sólo 16 años, ya disponía de un buen número de ejemplares almacenados. Sus primeros trabajos se caracterizan por ser de una extensión ligeramente inferior a la de sus obras más maduras, y por estar narrados en un inglés llano, fácil y libre de ornatos propios de muchos escritores.
Siendo de una familia que promovía el aprendizaje, la lectura y las letras, Austen pronto desenvolvió un talento especial que le llevó a desarrollar su deseo de componer textos, siempre representando en ellos los valores familiares que ella estimaba como importantes.
En su concepción de la educación, tal y como expresó en sus novelas, el modelo de unos padres ejemplares era incluso más que suficiente para moldear la buena conducta de sus hijos. No cree estrictamente en la figura de la institutriz, tan común en la época, para criar a los niños, y así lo pone de manifiesto en boca de Elizabeth, la protagonista de Orgullo y prejuicio: "No tenemos institutriz, todo lo hacemos por nosotros mismos" (comentario dirigido a Lady Catherine de Bourgh, quien reacciona sorprendida por el mismo). Es evidente que Austen, pese a su presunto aislamiento literario, no era ajena a las tendencias de su tiempo, y así lo expone en sus obras, sobre todo en lo vinculado a la figura de la mujer. También en Orgullo y prejuicio, se presenta un debate entre los personajes en el volumen I, cuando Elizabeth discute con Mr Darcy, Mr y Miss Bingley, y Mrs Hurst en Netherfield, sobre lo que comúnmente era el prototipo de dama ideal. Para la aristocracia, un buen modelo era el de una mujer cultivada, que supiera hablar idiomas modernos, que supiera de música, de estilo, de varios temas, y que tuviera un cierto carisma y expresión que le favoreciera. Frente a esto, Elizabeth pone en duda si existe una mujer capaz de tener todas esas cualidades a la vez, a lo que responde: "No dudo que conozcáis sólo a una docena; dudo que conozcáis a alguna" (véase La educación de la mujer).
Es evidente, además, que Austen hubiera deseado "escribir menos y leer más". Así se lo hacía saber a su sobrina, Louisa Knight (1804-1899), poco antes de su muerte. Tampoco quiso, en vida, publicar algunas de sus obras, debido a que las consideraba impropias a tal efecto. Fue entonces cuando se propuso pulir sus faltas de estilo y logró convencer a su familia de que desistiera en su intención de llevar sus primeros trabajos a una editorial.

## Características principales de su obra
Con Austen surgió un nuevo estilo de novela, que difería de los anteriores en los temas que trataba. Según Richard Whately, en su análisis sobre la técnica y el efecto moral en la ficción de Jane Austen, su obra no altera nuestra credibilidad ni sorprende nuestra imaginación pese a contar con una amplia variedad de incidentes. Aquellas figuras de afección y sensibilidad romántica, agrega, eran primeramente atributos de personajes ficticios, siendo poco usuales entre aquellos de carne y hueso, es decir, de los que viven y mueren. La mayor parte de esta excitación encuentra su clímax mediante la repetición indiscriminada de la misma, el arte de copiar de la naturaleza, dado que se encuentra presente en todos los aspectos de la vida. Este panorama se expone ante un lector no como una sucesión de escenas propias de un mundo imaginario, sino que, en definitiva, la obra de Austen se centra en aspectos cotidianos y, por tanto, afines a la vida real. La variedad, el entretenimiento y el camino incierto del protagonista son temas que la autora aborda en la casi totalidad de sus obras. No es de menor importancia la prioridad que presta al detalle, y a la descripción realista e ilustrada de personajes y lugares.
Sus novelas contienen un mensaje instructivo, señalan el buen comportamiento y aportan una especie de experiencia ficticia, aunque siempre manteniendo los principios clásicos aristotélicos de verosimilitud, esto es, que sea acorde a la realidad y ofrezca, por consiguiente, una historia donde los elementos que la constituyen se presten a la veracidad de los hechos que se narran.
Durante la primera mitad del siglo XVIII, la función moralizadora había corrido por cuenta de ensayistas como Joseph Addison o Richard Steele, que denunciaban en sus periódicos los abusos cometidos por la sociedad británica contemporánea. Estos artículos se encontraban impregnados de una fuerte connotación satírica, cuyo papel era el de modelar mediante la ridiculez y la expresión jocosa los pilares que debían regir el buen comportamiento del ser humano.
A partir del siglo XIX, sin embargo, esa función pasó a formar parte del canon a través del cual se habrían de regir los nuevos novelistas. La narración, tanto en el caso del cuento como en el de la novela, construiría esos modelos de comportamiento a través de la representación de los mismos. Este mecanismo no se centraría en describir diversos prototipos de clases sociales, sino de ofrecernos sus características fundamentales a raíz de uno o varios personajes que pertenecen a cada una de esas clases. Estos personajes, por otra parte basados en el lector común, buscaban que el receptor del texto se sintiera de alguna manera identificado con ellos, sintiéndose, como resultado, atraído por las circunstancias que les deparará el destino. En el caso de Jane Austen, en su novela de Orgullo y prejuicio, Elizabeth Bennet, la protagonista, y su familia, pertenecen a una clase social media alta. Hay personajes como el señor Darcy o Lady Catherine de Bourgh que pertenecen a la clase alta y poseen títulos nobiliarios, otros personajes como el señor Bingley o el señor Gardiner son claros exponentes de la burguesía del momento. La escritora busca con un variado rango de personajes romper ciertas barreras sociales, mostrándose reacia a la incapacidad de movilidad social típica de la época, y concluye con el matrimonio de los protagonistas, el contrato civil, y la fusión de clases.
Jane Austen demuestra tener un buen gusto por el decoro y por la utilidad, ambas influidas por su religión cristiana y el tenor moral de su composición. Ella misma reconocía en sus obras la característica de un "sermón dramático". El aspecto didáctico, por otra parte, es expresado de forma concisa, es decir, ocurre de forma accidental durante el transcurso de la obra y no se presenta ante el lector de una forma forzada, sino más bien natural. Austen se muestra predispuesta a enseñar a sus lectores, no mediante discursos éticos en sentido estricto, sino a través de eventos que no son ajenos a la vida de cualquiera de las personas que se adentran en la historia. La novela de Austen constituye una unidad racional de historias y sucesos entrelazados para crear un argumento común y lógico. Pocas veces se puede percibir el desenlace de su obra, y cada episodio que la conforma es el resultado de los eventos que tuvieron lugar con anterioridad.

## Intertextualidad
Se suele decir de Jane Austen que fue una escritora aislada de la influencia de otros autores de su tiempo, y de la vida social más allá de la rectoría de Steventon en la que vivía, y de la burguesía rural que conformaba la sociedad que la rodeaba.

Jane Austen vivió aislada del mundo literario: no conoció a ninguno de los autores contemporáneos ni por carta ni por trato personal. Pocos de sus lectores conocían su nombre, y ciertamente ninguno conocía más de ella que eso. Dudo que fuera posible mencionar a cualquier otro autor notable que viviera en una oscuridad tan completa. No puedo pensar de ninguno que viviera como ella, sino en muchos con los que contrastarla en ese respecto
Memorias de Jane Austen, Edward Austen-Leigh

Esto, sin embargo, no es del todo cierto: sabemos por las cartas que se enviaban ella y Cassandra que las dos hermanas Austen viajaron con frecuencia a casas de amigos y familiares, y también que Austen estaba familiarizada con muchas de las obras que se publicaron entonces. Se puede encontrar prueba de esto en la intertextualidad que aparece en sus obras, pues a veces permite al lector formular juicios sobre los personajes, o hacer que estos se juzguen unos a otros a través de un simple contraste en las lecturas que ellos recomiendan o los fragmentos de texto que leen. Por ejemplo, una forma de ridiculizar a Mr. Collins, en Orgullo y prejuicio, es hacerle leer a sus primas los Sermones de Fordyce, un manual destinado a formar moralmente a las jóvenes que contradecía en muchos aspectos lo que Jane Austen consideraba propio para la educación de ellas. Hay más referencias explícitas en la obra de Austen, por ejemplo, en La abadía de Northanger, que es una parodia de las novelas góticas. La protagonista, Catherine Morland, está leyendo una novela de Ann Radcliffe, Los misterios de Udolfo. Catherine es un personaje que está muy relacionado con las heroínas de novela populares de la época, aquejada de cierto tipo de quijotismo, en el que las novelas de caballería se ven sustituidas por las novelas góticas; ve su vida como la de una de las heroínas, y como las novelas de Jane Austen se definen mejor como novelas de formación o Bildungsroman, Catherine debe aprender que la vida no es como se plantea en las novelas.
Sabemos, por las novelas y las cartas, que Austen leyó a autores como Fanny Burney, Maria Edgeworth, Ann Radcliffe, Daniel Defoe, Henry Fielding, Laurence Sterne, y Samuel Richardson; a ensayistas como Joseph Addison y Richard Steele o a poetas tales como William Cowper y George Crabbe. Lo más destacable, quizá, no es a quién leía, sino a quién no; faltan aquí los nombres de los románticos: William Wordsworth, Coleridge, o lord Byron; este último brevemente mencionado en Persuasión, quizá su única novela con ciertas pinceladas románticas. Pero en general, Jane Austen, en su manejo de la ironía, está más a la par con los autores del neoclasicismo, como Alexander Pope o Jonathan Swift.

## Críticas a la obra de Jane Austen

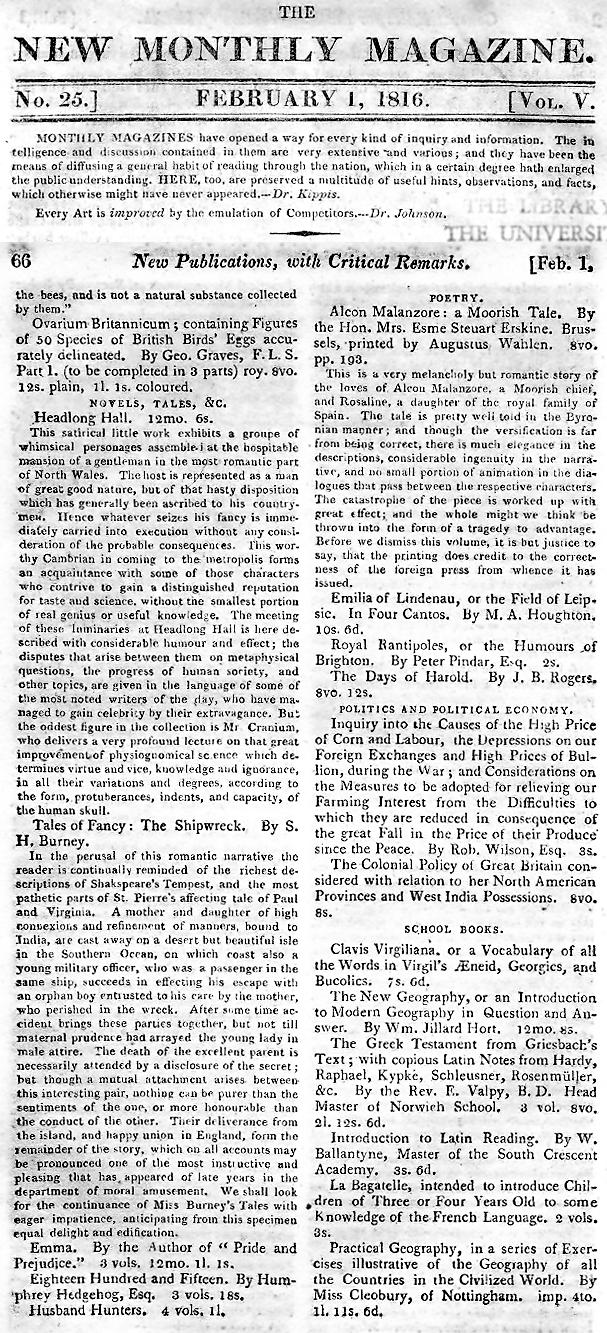
En 1816, los críticos de The New Monthly Magazine no consideraban a Emma como una novela de trascendencia.

Austen no fue considerada una gran novelista (apta para entrar en el canon), hasta entrado el siglo XIX. Aunque la mayoría de sus obras aparecieron bajo seudónimo, fueron, sin embargo, ampliamente conocidas y recibieron numerosas críticas.
Fue sir Walter Scott quien dio un empujón a su obra gracias a su favorable reseña de Emma. Lo que apunta Scott en esta reseña son los puntos que van a repetirse en casi todas las críticas posteriores de Austen. Por un lado, tenemos el espacio, pues la originalidad de su obra radica en que crea entretenimiento a través de retratos de lugares y situaciones comunes para sus lectores. Sus personajes son casi sin exclusión personas de la clase media, movidos por principios que pueden ser comunes a los de cualquier lector, enclavados no en las exóticas colonias, sino en la campiña inglesa. Scott, además, agrega: "Esa joven dama tiene un talento para describir las relaciones de sentimientos y personajes de la vida ordinaria, lo cual es para mí lo más maravilloso con lo que alguna vez me haya encontrado".
En la última novela de Austen, Persuasión, muchos personajes leen alguna obra escrita por Scott y la elogian, pero es Marianne Dashwood en Sentido y sensibilidad quien menciona a Scott como uno de sus favoritos.
Estos mismos argumentos que emplea Scott pueden verse en otras críticas que apuntan a lo limitado de los temas que trata Austen, por ejemplo, en los artículos de Q.D Leavis en The Spectator. Las Guerras Napoleónicas no son tratadas más que en las figuras de los oficiales, ni tampoco se muestran las consecuencias trágicas que la guerra tuvo para muchas familias, ni asuntos políticos o sociales. De entre todos los personajes de sus novelas, ninguno es un sirviente, o pertenece a la clase baja. Salvo en Mansfield Park, tampoco se hacen referencias a las colonias, aun siendo esto común en las novelas de la época, en la que algunos personajes eran enviados a ellas, donde se enriquecían, y volvían con aventuras exóticas para contar.
Austen contó además con la admiración de Thomas Babington Macaulay (quien pensaba que en el mundo no existían composiciones más próximas a la perfección), Samuel Taylor Coleridge, Robert Southey, Sydney Smith, Edward FitzGerald, y el príncipe regente, que se las apañaba para que ella le visitara en Brighton. Los académicos del siglo XX la situaron entre las escritoras más genuinas en lengua inglesa, algunas veces incluso comparándola con William Shakespeare. Tanto Lionel Trilling como Edward Said escribieron ensayos sobre las obras de Austen. Said hizo referencia sobre todo a Mansfield Park en su obra publicada en 1993, Culture and Imperialism.
Trilling afirmó en un ensayo sobre Mansfield Park:

Fue Jane Austen quien primero representó la personalidad específicamente moderna y la cultura en la que ésta se produce. Nunca antes se había mostrado la vida moral como ella lo hace ver, y nunca antes se había creído que fuera tan compleja, difícil y exhaustiva. Hegel habla de la "secularización de la espiritualidad" como una característica fundamental de la modernidad, y Jane Austen es la primera en contarnos lo que esto supone.

En este aspecto, quizá la peor crítica (y más conocida) proviene de Charlotte Brontë, pues sus opiniones eran tan distintas que «salvo por el hecho, posiblemente relevante, de que ninguna de ellas tuvo hijos, [...], temperamentos más incongruentes no podrían haberse juntado en una habitación». En 1848, en una carta a George Lewes, quien había sugerido tras leer Jane Eyre que debería escribir con menos sentimentalismo como Jane Austen. Brontë contesta diciendo que todo lo que encontró tras leer Orgullo y prejuicio era «un preciso daguerrotipo de una faceta común; un jardín cerrado y cuidadosamente cultivado, de bordes limpios y flores delicadas; pero ni una vívida y brillante fisionomía, ni campo abierto, aire fresco, colina azul, o arroyo estrecho».
La primera reacción del escritor estadounidense Mark Twain fue el rechazo:
"¿Jane Austen? Porque, voy aún más lejos al decir que cualquier biblioteca es buena siempre que no contenga algún volumen por Jane Austen. Incluso si no tiene otro libro".
Sin embargo, Rudyard Kipling lo veía de otra manera, llegando a escribir una historia corta, "The Janeites", acerca de un grupo de soldados que eran también admiradores de Austen, así como dos poemas elogiando a la "Jane de Inglaterra" (England's Jane), y dedicándole amor póstumo verdadero.
Desde otra perspectiva, las novelas de Jane Austen, según comenta Richard Simpson (1820-1876) en The Critical Faculty of Jane Austen (1870), presuponen una sociedad organizada de familias, de padres casados, cuya existencia se complementa en haber dado origen a los héroes y heroínas de las diferentes historias. Estos personajes casi siempre están representados en armonía. El sentimiento, la estupidez, la frialdad y otras sensaciones, acompañan la vida cotidiana en consonancia con la felicidad y el bienestar.
Austen se encontraba a gusto con su familia y no deseaba contraer matrimonio; de ahí que en sus obras primen sentimientos como el amor fraternal y la amistad. Su condición de soltera le valió para observar y describir los males del amor desde una perspectiva ajena a su situación. Simpson creía además que Jane Austen excedía la verdad en sí misma, y caracterizaba a sus personajes con una fe que, sin embargo, se las apañaba para convivir con un cierto escepticismo.
Esta autora no utiliza un modelo de personaje, virtud o vicio perfecto. Su filosofía consiste no sólo en rescatar la luz de bondad en lo que se presenta como su opuesto, sino también destacar lo débil y efímero de lo bueno. Es su concepción del ser humano como ser social, y por tanto no individual, lo que la lleva a abstraerlo y aislarlo. Además, el hombre, para la autora, es el producto de las influencias sociales que actúan sobre él. Por otro lado, la virtud se halla relacionada con las diversas formas de parecer, impulsada por la lucha y el deseo de superación. El hombre no es estático, sino que se mueve constantemente, y así lo hacen sus ideas.
Es un hecho común que en las novelas de Austen encontremos pequeños grupos sociales, generalmente compuestos por familias que vivían en asentamientos rurales. Su obra demuestra como se mantuvo indiferente a los debates políticos de su tiempo, a la vez que exponen el medio rural sobre el que se abordan distintas mentalidades y formas de pensar, sin la necesidad de caer en diferencias importantes de clase.
Jane Austen, además, se caracterizó por presentar a sus heroínas en un estado de juventud e inmadurez, pero lleno de buena disposición. De mentalidad platónica, consideraba al alma como el epicentro de la unidad familiar, no como una república. Los conflictos se daban dentro de la familia, y no suponían un atentado contra la figura paterna, ni mucho menos un castigo capital por algún error cometido durante el transcurso de la acción. Sí trata, en cambio, de los matrimonios por conveniencia, del problema de la herencia, de la necesidad de castidad en determinadas situaciones, la virtud de la mujer (y del hombre en menor medida), y los valores que consideraba necesarios en toda sociedad.

### Crítica feminista
Conforme a lo expuesto por Margaret Oliphant (1822-1897), una novelista y crítica literaria inglesa, en su obra Miss Austen and Miss Mitford, los personajes de la autora no son refinados y suelen aparecer en el mismo contexto. La pobreza en la novela de Austen, afirma, es el resultado de un problema de patrimonio económico o la consecuencia de una muerte prematura del patriarca familiar. Según Oliphant, sus obras se enfrentan con el límite impuesto por el conocimiento y la naturaleza. Los personajes crecen, maduran, adquieren poder y nobleza a lo largo de la historia.
El estilo es suave y resalta el aspecto ridículo del argumento. Austen se compadece de los personajes que sufren, pero no parece sentir pena por su situación en ningún momento. La mentalidad que imprime en sus obras es meramente femenina, asociada a una mujer que dispone de tiempo suficiente como para explorar el mundo que le rodea, asistir a bailes y conferencias.
Sus escritos exponen a menudo las peculiaridades, la ingenuidad y lo absurdo de la mente humana. También incluyen muestras de tolerancia, paciencia y caridad (si bien no proveniente del principio cristiano). La escritora, además, presenta rasgos de incredulidad, y enseña a sus lectores los errores cometidos por el hombre, distanciándolos con cierto tono humorístico, de lo que comúnmente se asocia con la idea de lo que está bien y de lo que está mal.
Desde el punto de vista de un feminismo más moderno, encontramos una evolución: si en 1975 Marilyn Butler, sostenía que las novelas de Austen perpetuaban esas mismas construcciones sociales que subyugaban a la mujer al matrimonio y a la esfera doméstica, la refutación que Sandra Gilbert y Susan Gubar hacen a tal afirmación desde su obra La loca del ático asegura que, por el contrario, los personajes que conforman el argumento principal de las novelas contradicen esas convenciones defendiendo una educación racional para la mujer y que, por tanto, aunque no se puede emplear el calificativo de feminista (como lo entendemos actualmente) para la obra de Jane Austen, sí se pueden encontrar ciertos elementos distintivos de inconformismo en ella. Ya en la década de 1990, la crítica india Meenakshi Mukherjee sugiere un contraste entre las obras de Jane Austen y Mary Wollstonecraft, pues al igual que en la obra de Mary Vindicación de los derechos de la mujer, las heroínas de las obras de Jane Austen abogan por ser tratadas como "criaturas racionales".
El dilema sobre la educación de la mujer fue crucial en el siglo XVIII, y según asegura Mukherjee, "cada una de las seis novelas presenta una profunda contradicción entre el dominio de la razón dominante en la sociedad de la Inglaterra del siglo XVIII y los valores a los que, hipócritamente, se esperaba que la mujer se adhiriera." Por otro lado, la idea de Austen como conservadora puede tener que ver con la imagen que su familia mostró de ella después de su muerte, a través de la selección de cartas y de las memorias de Austen-Leigh. El uso inteligente de la comedia es lo que permite que la obra de Austen no parezca inconformista. Por otro lado, dice Mukherjee, no se puede perder de vista la época y los hechos recientes que podrían haber afectado su escritura. Una generación separa a Jane Austen de Mary Wollstonecraft, y para cuando Austen comenzó a escribir sus novelas, las ideas de Wollstonecraft se expandían rápidamente, expansión que probablemente se debía en parte al escándalo provocado por las Memorias de Godwin. Sin embargo, este escándalo refrenó en cierta manera el progreso del feminismo, provocando un retroceso a los valores conservadores. Es en este ambiente en el que Austen escribe, creando un equilibrio en sus obras entre lo que es vindicativo y lo simplemente entretenido y aceptable, dulcificado a través del humor. Actualmente la investigación acerca de Jane Austen también incluye una perspectiva en torno a las relaciones de pareja, las cuales concluían o no en matrimonio.

## Obras

### Novelas
- Sense and Sensibility (1811)
- Orgullo y prejuicio (1813)
- Mansfield Park (1814)
- Emma (1816)
- La abadía de Northanger (1818, póstuma)
- Persuasión (1818, póstuma)
- Lady Susan (1871, póstuma)

### Obras inconclusas
- Los Watson (1804)
- Sanditon (1818, póstuma)

## La obra de Jane Austen en el cine
Todas las novelas de Jane Austen han sido llevadas al cine en varias ocasiones, para más información véanse los artículos dedicados a cada novela. 
- Jane Austen in Manhattan (1980), sobre dos compañías de teatro rivales que desean llevar a escena la única obra de teatro completa que escribió Jane Austen, Sir Charles Grandison (de la novela de Richardson del mismo nombre), la cual fue descubierta en 1980.[28] Esta película fue dirigida por James Ivory e interpretada por Anne Baxter.

- Bodas y prejuicios - (2004), adaptación de Bollywood de Orgullo y prejuicio.

- La joven Jane Austen (2007), pseudobiografía, con Anne Hathaway como Jane Austen, que ofrece una versión de su breve relación con Tom Lefroy, la cual ha sido ficcionalizada para simular el propio estilo de la autora.

- The Jane Austen Book Club - Conociendo a Jane Austen (2007), es una película dirigida por Robin Swicord sobre un club de lectura formado, sobre todo, por mujeres que analizan las obras de la escritora.

- Jane Austen Recuerda (2008), película que narra los últimos años de Jane Austen, su triunfo como escritora y su elección de no casarse.

- Austenland - En tierra de Jane Austen (2013), cuenta la historia de una joven encantada con el mundo representado en la obra de Austen, quien con la convicción de poder encontrar el amor verdadero en él, decide embarcarse en un viaje lleno de sorpresas.
- Amor & amistad (2016), basada en la novela Lady Susan con la historia de una viuda que manipula a cuantos la rodean para sobrevivir en las mejores condiciones.
- "Lost in Austen" (2008), Es una miniserie que trata de cómo Amanda, una fan incondicional de Orgullo y Prejuicio que vive una vida normal en Londres, intercambia por error su mundo con el de Jane Austen, Lizzy se quedara en Londres, y Amanda aparecerá en el pasillo de los Bennett.
- Orgullo y Prejuicio (2005).

### En español
- Jane Austen en castellano
- Jane Austen en Ciberoteca.
- Jane Austen en Ediciones de Sur donde se pueden descargar sus obras en español.
- Moreno Hurtado, Antonio "Jane Austen, Juan Valera y Henry James" en Cervantes Virtual.
- Glantz, Margo. "La bella caligrafía" en Cervantes virtual

### En inglés
- Wikisource en inglés contiene obras originales de Jane Austen.
- Wikiquote en inglés alberga frases célebres de y sobre Jane Austen.
- The Jane Austen Centre
- Recorrido por la vida y obras de Jane Austen en Google Earth. Archivado el 21 de diciembre de 2008 en Wayback Machine.
- Memoir of Jane Austen Memorias de Jane Austen, por su sobrino James Edward Austen-Leigh. Edición de 1871 en el Proyecto Gutenberg.
- The Republic of Pemberley República de Pemberley, el sitio web más extenso sobre Jane Austen en internet.
- Sociedad de Jane Austen en Estados Unidos.
- Sociedad de Jane Austen en el Reino Unido.

### En francés
- Orgullo y prejuicio Orgueil et Préjugé  Novela digitalizada. Biblioteca digital Gallica.
- Sentido y sensibilidad Raison et Sensibilité Novela digitalizada. Biblioteca digital Gallica.
- Mansfield Park Le parc de Mansfield Novela digitalizada. Biblioteca digital Gallica.
- Emma La nouvelle Emma Novela digitalizada. Biblioteca digital Gallica.
- La abadía de Northanger L'Abbaye de Northanger Novela digitalizada. Biblioteca digital Gallica.
- Persuasión Persuasion Novela digitalizada. Biblioteca digital Gallica.
- Artículo del blog de la Biblioteca digital Gallica, Jane Austen y la exaltación de los sentimientos Jane Austen et l'exaltation des sentiments

- Datos: Q36322
- Multimedia: Jane Austen / Q36322
- Citas célebres: Jane Austen
- Textos: Autor:Jane Austen